# Кипр (остров)
Кипр (греч. Κύπρος, тур. Kıbrıs, англ. Cyprus) — остров в восточной части Средиземного моря, занимающий третье место по площади и численности населения в Средиземноморье. Кипр географически относится к Азии.

## Этимология
Этимология названия острова неизвестна. Существуют следующие гипотезы:
- греческое слово для обозначения средиземноморского кипариса (лат. Cupressus sempervirens), греч. κυπάρισσος;
- греческое название растения хны (лат. Lawsonia alba), греч. κύπρος;
- слово этеокипрского языка для обозначения меди. Было высказано предположение, что оно имеет корни в шумерских словах для обозначения меди (zubar) или бронзы (kubar) в связи с найденными на острове крупными залежами медной руды[1].

Благодаря расположению на средиземноморских торговых путях остров дал своё название меди на классической латыни через сочетание лат. aes Cyprium — «металл Кипра», позже сократившееся до Cuprum.

## География

Рельеф Кипра

Кипр

Остров протянулся на 240 км с востока на запад, а в ширину достигает 100 км с севера на юг. Площадь — 9251 км².
Фактически остров разделён между тремя государствами с буферной областью между ними:
- 57,6 % территории контролирует Республика Кипр;
- 3,7 % — ООН (буферная область);
- 36 % — частично признанное государство Турецкая Республика Северного Кипра;
- 2,7 % — Великобритания (две военные базы Акротири и Декелия в разных частях острова).

### Рельеф
Часть острова занята горами. Вдоль северного берега в широтном направлении тянется горная цепь Кириния. Ширина её в западной части 16 км, к востоку она расширяется до 25—30 км. Западная часть хребта Кириния более высокая, отдельные вершины превышают 1 тыс. м. Самая высокая точка хребта — гора Кипарисовунон (1024 м). Юго-западная половина острова занята широким горным массивом Троодос, изрезанным продольными речными долинами. Наиболее высока его северная часть, здесь находится самая высокая точка Кипра — гора Олимбос (1952 м).

### Климат
Субтропический средиземноморский климат. Средние температуры на Кипре:
| Время года | Средняя температура днём | Средняя температура ночью |
| ---------- | ------------------------ | ------------------------- |
| зима       | +10…+20 °C               | +5…+12 °C                 |
| весна      | +20…+30 °C               | +15…+20 °C                |
| лето       | +25…+40 °C               | +25…+35 °C                |
| осень      | +15…+30 °C               | +10…+20 °C                |

### Растительность и животный мир
Животный мир Кипра не отличается богатством и разнообразием видов. Из редких животных острова особенно интересен обитающий в горах Троодоса и в лесистом районе Пафоса эндемичный кипрский горный баран — муфлон. В последние годы охота на него запрещена правительством. В лесном поясе гор водятся лисицы и зайцы. На низменностях по побережью и на склонах гор много различных видов ящериц, черепах и змей. Особенно их много в руинах древних городов — Саламина, Пафоса и др. В лесных зарослях у побережья встречается хамелеон. Много на Кипре земноводных, особенно древесных лягушек.

## История

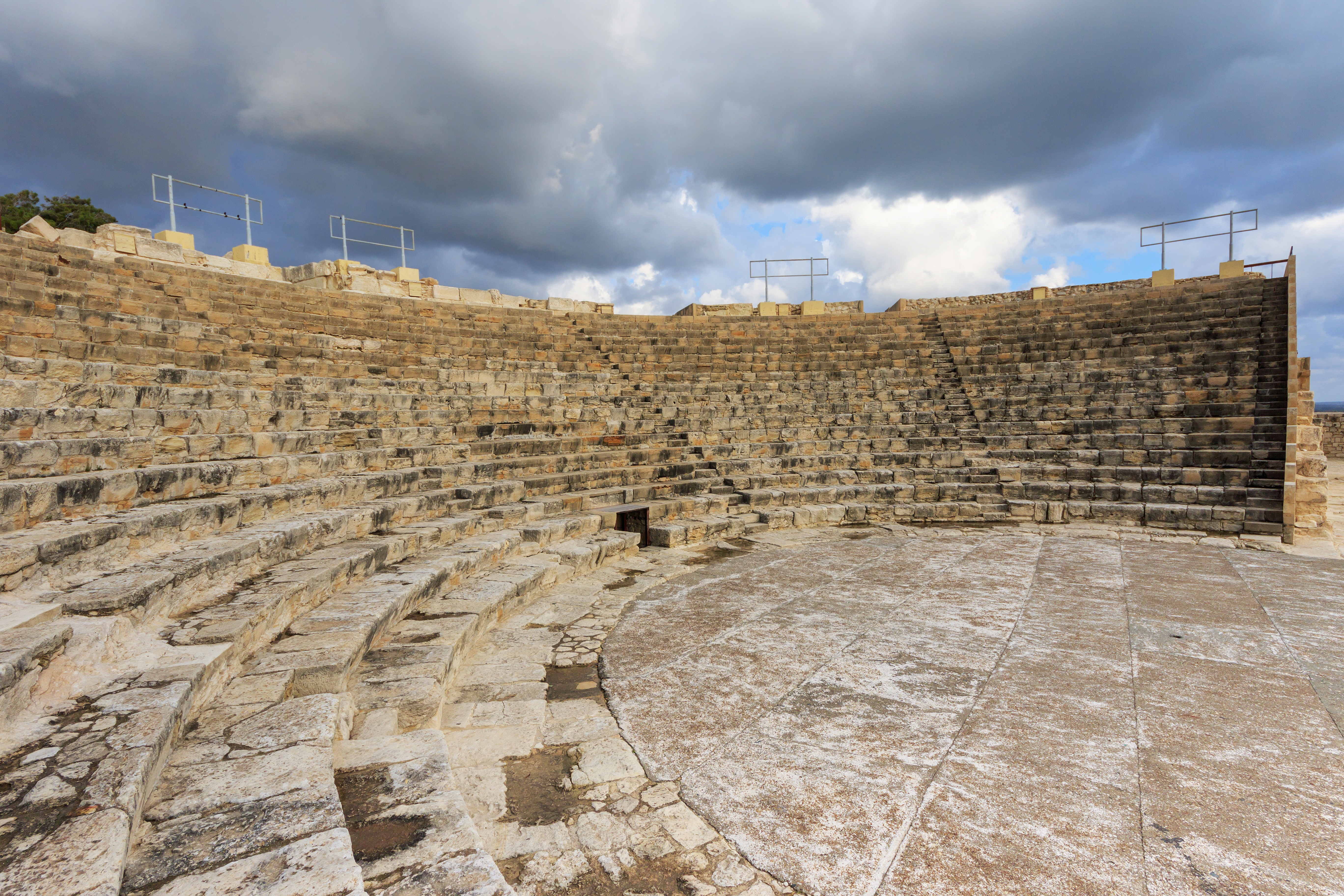
Римский театр

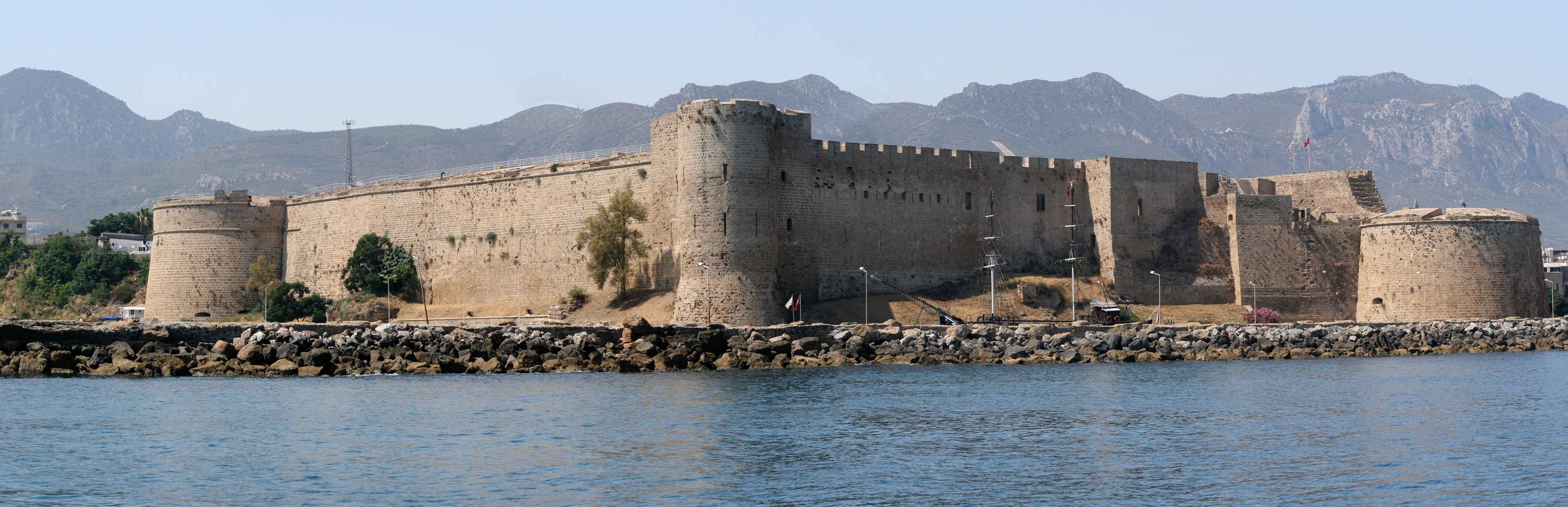
Киренийский замок

Первые следы цивилизации на Кипре относятся к эпохе неолита, к 8000 году до н. э., и имеют возраст более 9000 лет. Имеются на острове следы каменного века, века меди, века бронзы вплоть до конца второго тысячелетия до н. э. Важный этап в истории Кипра — заселение острова древнегреческими колонистами в XII—XI веках до н. э., примерно 3000 лет назад по окончании периода Троянских войн.
Именно это и определило культурное лицо острова. В этот период были привнесены греческий язык, искусство, религия и традиции. Кроме того, были заложены города, существующие и по сей день.
В древности Кипр славился своими меднорудными месторождениями и лесами. Именно это делало его объектом устремлений мощных государств Средиземноморья. Ассирийцы, египтяне, персы поочерёдно захватывали остров и владели им, пока его в 333 году до н. э. не завоевал Александр Македонский.
Прославил Кипр ученик Птолемея — философ Зенон Китийский, основавший в Афинах философскую школу стоицизма.
Кипр входил в состав Римской империи с 58 года до н. э. по 330 год н. э. Этот период очень важен с точки зрения христианства, потому что именно тогда апостол Павел и уроженец Кипра апостол Варнава совершали свои миссионерские путешествия, благодаря чему был обращён в христианскую веру римский проконсул острова. Так Кипр стал первой в Европе страной, управляемой христианами, а сами киприоты — первыми христианами Европы.
После распада Римской империи Кипр вступил в «блистательную» эпоху Византии — воздвигаются красивейшие храмы и закладываются известные на весь мир монастыри.
В 1191 году Ричард Львиное Сердце на своём пути в Святую Землю захватывает Кипр и продаёт его рыцарскому ордену тамплиеров, который, в свою очередь, продал остров франкийскому королю Иерусалима Ги де Лузиньяну.
Корни семьи Лузиньянов уходят в местечко Пуатье во Франции. Эта семья основывает на Кипре католическое королевство и владеет островом в течение трёхсот лет. Однако последняя королева из династии Лузиньянов была вынуждена после смерти мужа уступить права на остров венецианцам.
В 1489—1571 годах венецианцы использовали Кипр в качестве бастиона против османов для защиты своих коммерческих и стратегических интересов.
В 1570 году 60-тысячная турецкая армия захватила Кипр и устроила резню греческих и армянских христиан. До 1914 года Кипр входил в состав Османской империи. Связи Кипра с Европой были прерваны, а западное духовенство изгнано. Но в это время греческая православная церковь, подавляемая ранее династией Лузиньянов и венецианцами, вернула себе независимость.
Когда в 1869 году был открыт Суэцкий канал, стратегическое значение Кипра как точки, с которой Великобритания могла контролировать морской путь в Индию, возросло. В 1878 году в рамках Берлинского конгресса, который подвёл итоги русско-турецкой войны 1877—1878 годов, Великобритания поддержала интересы Турции, поэтому позже этими странами было подписано тайное соглашение о передаче острова Великобритании, а в 1925 году Кипр был объявлен колонией британской короны. В 1960 году в результате четырёхлетней освободительной войны Кипр стал независимой республикой. Первым государством в мире, признавшим независимость Республики Кипр и установившим с ней дипломатические отношения, стал Советский Союз.
В дела Кипра постоянно вмешивались Великобритания, Турция и Греция. В 1963—1964 и 1967 годах на острове происходили межобщинные столкновения между греками-киприотами и турками-киприотами. Против законного правительства Кипра в июле 1974 года греческой военной хунтой был организован переворот, что дало Турции предлог для вторжения на остров.
С 1964 года на острове находится контингент миротворческих сил ООН по поддержанию мира на Кипре, численность которого в настоящее время составляет 1216 военнослужащих. Силы ООН по поддержанию мира прибыли после того, как в декабре 1963 года произошли межобщинные вооружённые столкновения и со стороны Турции возникла угроза интервенции. Учитывая, что на оккупированной северной части острова находится 35-тысячная турецкая армия, основная задача миротворцев — контролировать буферную зону и следить за тем, чтобы прекращение огня не нарушилось.
В 1987 году Кипр и Европейский союз подписали соглашение о таможенном союзе. В 1990 году правительство Кипра подало официальную заявку на вступление в Европейский союз. Через 8 лет, то есть в 1998 году, состоялись переговоры с ЕС о практических шагах по полноправному вступлению в эту организацию. Кипр вступил в ЕС 1 мая 2004 года. После 1 мая 2004 года у Республики Кипр начался новый этап политического развития. Несмотря на то, что Кипр является членом ЕС и подписал Шенгенское соглашение, применение требований Шенгенского соглашения к общей таможенной зоне в Республике Кипр откладывалось по причине кипрских разногласий. Принятие Республики Кипр в зону Шенгенского соглашения было назначено на 26 марта 2010 года, однако до настоящего времени (2023 год) полного вхождения Кипра в Шенгенскую зону не произошло.
Кипр является членом многих международных организаций, среди которых:
- ООН и её специализированные учреждения;
- Совет Европы;
- Организация по безопасности и сотрудничеству в Европе (ОБСЕ);
- Движение неприсоединения;
- Всемирная торговая организация (ВТО);
- С 1 мая 2004 года Европейский союз, также с 2008 года входит в зону евро.
- С 1 июля 2012 года по 31 декабря 2012 года Кипр председательствовал в Европейском Союзе.

## Население

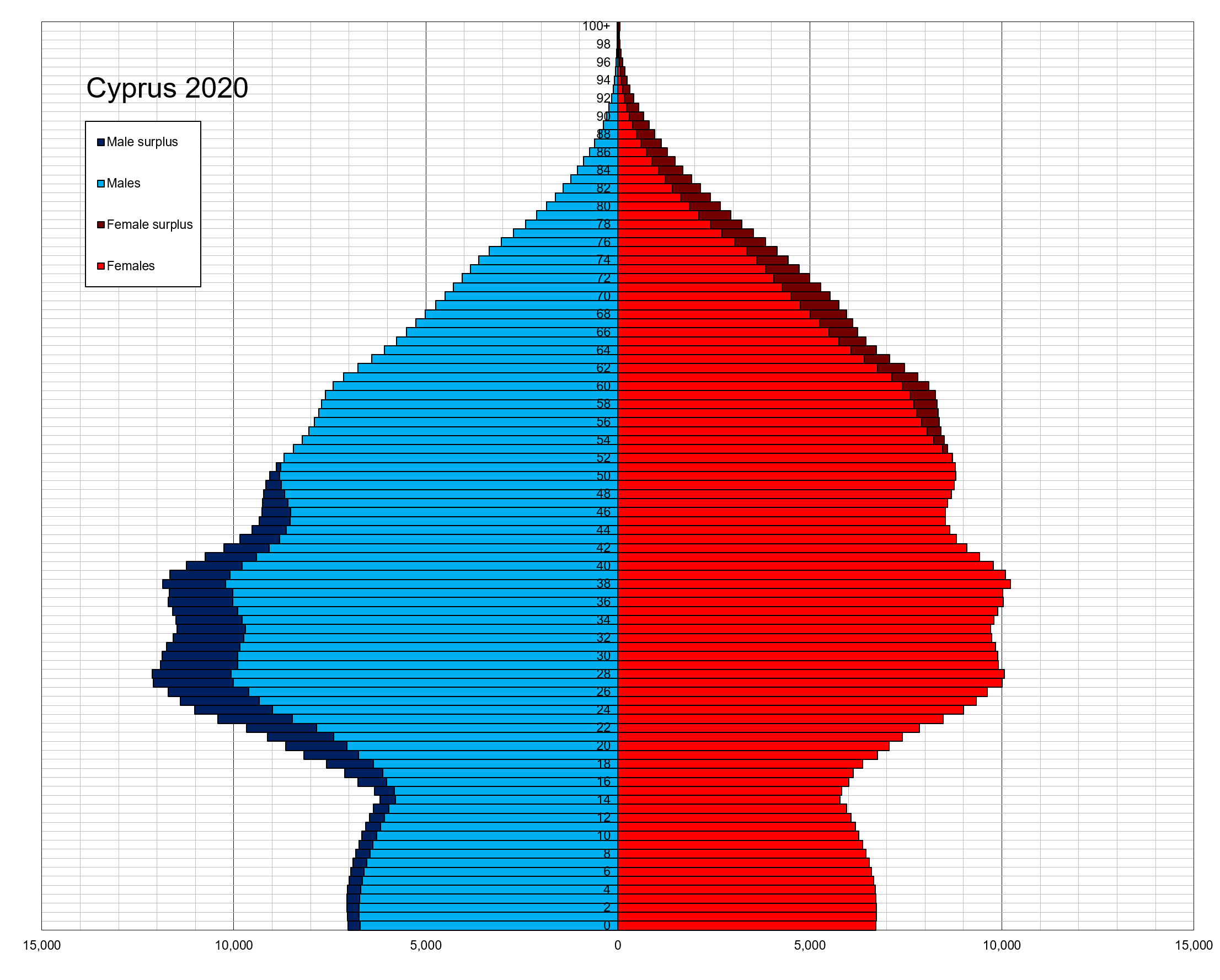
Возрастно-половая пирамида населения Кипра на 2020 год

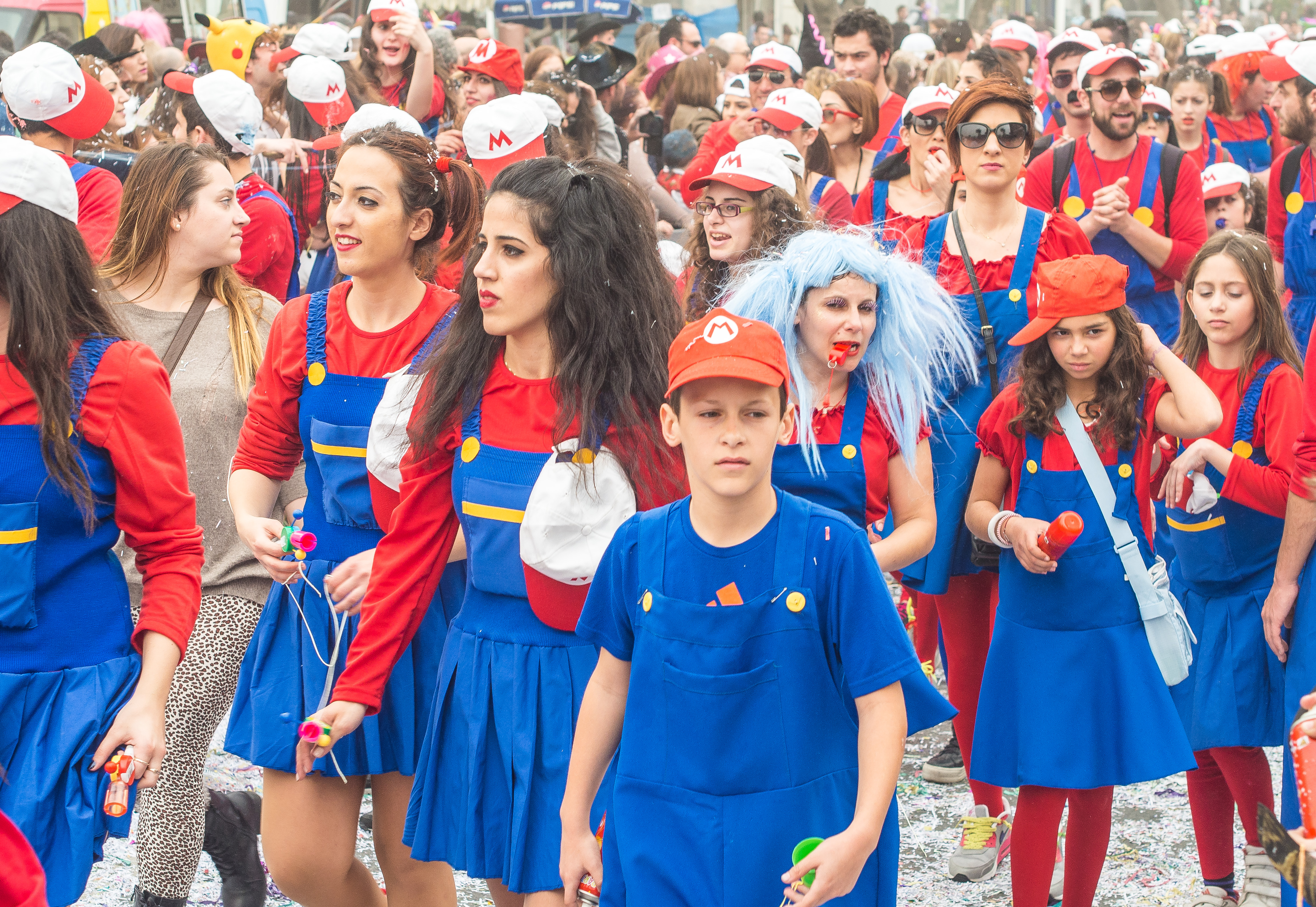
Греки-киприоты

После разделения подавляющее большинство греков-киприотов живёт на юге, а турки — на севере. Общее население составляет 837 300 человек, из которых 88 100 — турки. Также на Кипре проживает 35 тысяч русских, 17 тысяч англичан, четыре тысячи армян. После войны 1974 года, ввиду продолжавшихся народных трений, около 180 тысяч греческих киприотов бежали на южную часть острова. Около 42 тысяч турок также были вынуждены переехать на север. И только в городе Пила округа Ларнака при назначенной ООН администрации проживают обе группы населения.
По переписи 2011 года в Республике Кипр проживает 838 897 человек.
По переписи 2006 года в Турецкой Республике Северного Кипра проживает 265 100 человек.

## Транспорт
Британские колониальные власти построили на острове железную дорогу. Она открылась в 1905 году и насчитывала 39 станций и остановок, в том числе Фамагусту и Никосию. В 1951—1952 годах была закрыта в связи с низкой окупаемостью.
Автодороги на Кипре являются одними из лучших в Евросоюзе и делятся на основные, вспомогательные асфальтированные, просёлочные и автомагистрали (motorway). Движение — левостороннее. Основные 4 дороги проходят по южному побережью от Ларнаки до Лимасола и ведут в Никосию.
Единственным видом общественного транспорта являются автобусы.
Кипр находится на расстоянии 380 км от Египта, 105 км от Сирии и 75 км от Турции.
На Кипре три международных аэропорта, два располагаются на греческой части острова в Пафосе (16 км от города) и Ларнаке (2 км от города). Также есть полноценный действующий аэропорт в Никосии — Эрджан (Ercan). Все перелёты на Северный Кипр проходят через территорию Турции. Основная авиакомпания, обслуживающая греческую часть острова, — «Сайпрус Эйрвейс».
Аэропорт Ларнака открыт в 1975 году, после вынужденного закрытия аэропорта в Никосии, и частично расположен на территории, ранее использовавшейся Британией как военная база.
Крупными морскими портами, после закрытия Фамагусты, являются Лимасол и Ларнака.

## Туризм

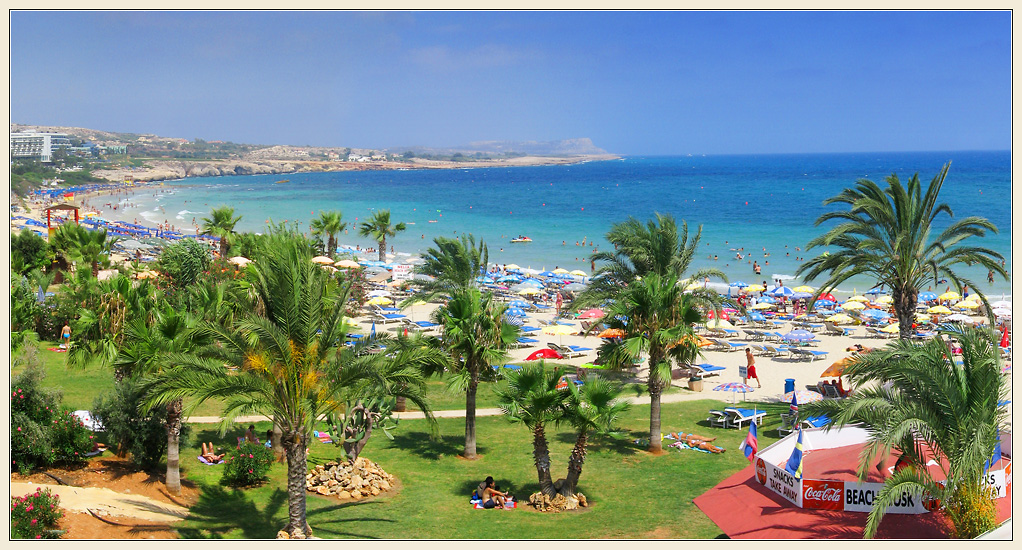
Пляж в Айия-Напе

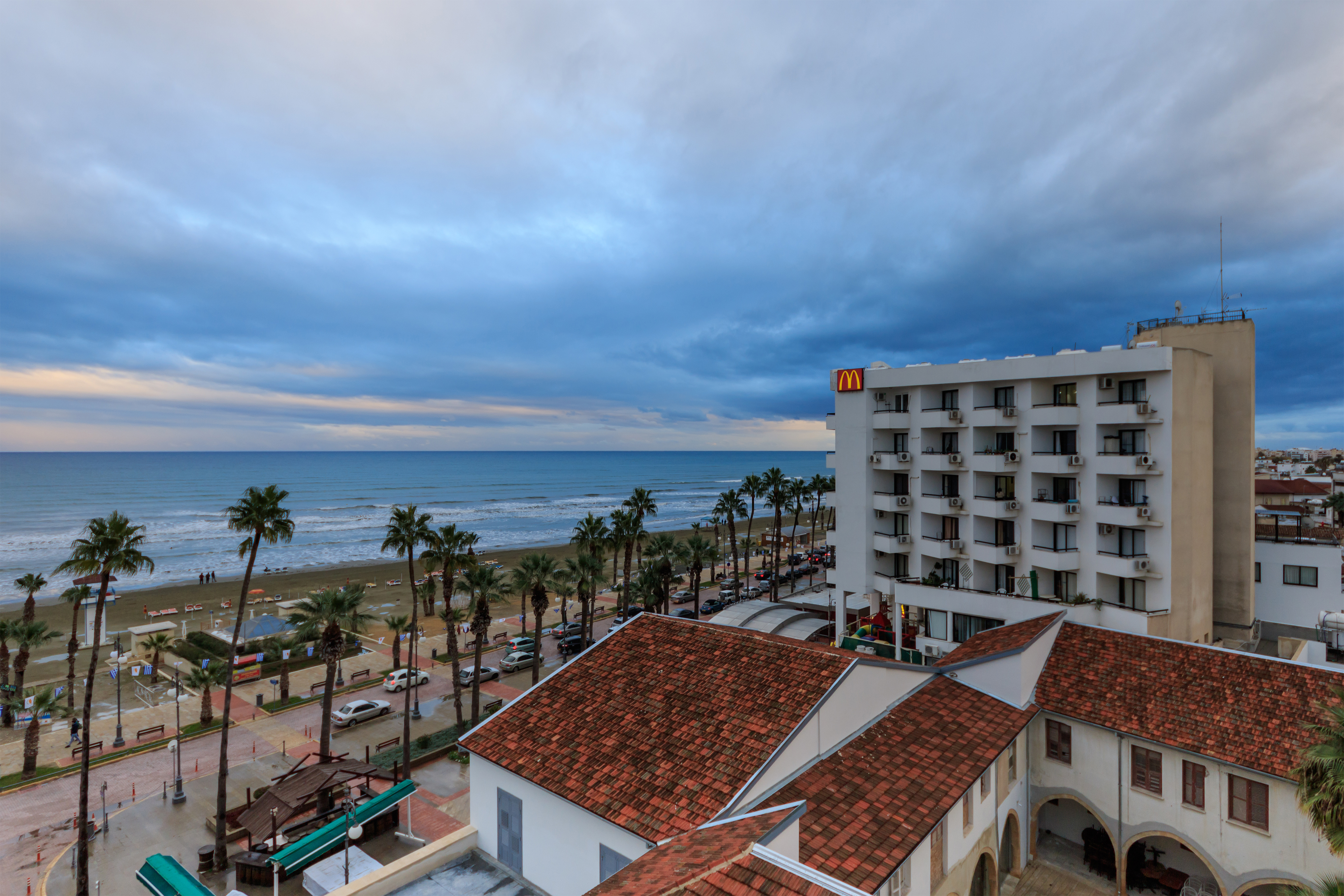
Ларнака

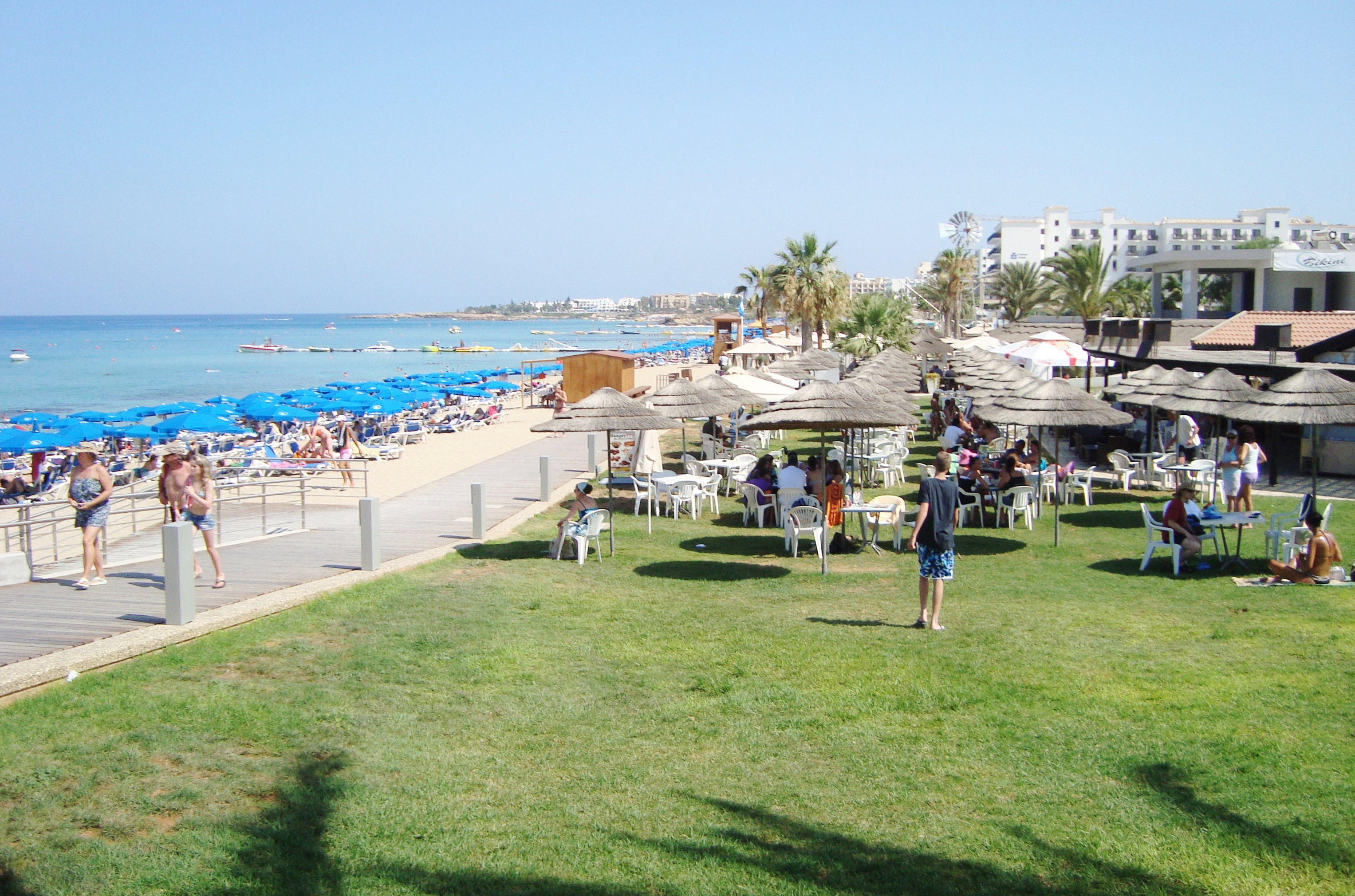
Протарас

Туристическая отрасль — одна из главных статей национального дохода. За неё несёт ответственность Кипрская туристическая организация (Cyprus Tourist Organization, CTO). В этом секторе трудится значительная часть населения, а прибыль, приносимая туризмом, является главным источником поступления иностранной валюты в бюджет республики. За последние 4 года[какие?] число посещающих Кипр туристов увеличилось на 29 %, а прибыль от туризма — на 40 %.
Крупнейшие курорты:
- Республика Кипр — Ларнака, Пафос, Лимасол, Айя-Напа, Протарас.
- Северный Кипр — Фамагуста, Кириния.

Многие пляжи Республики Кипр награждены Голубым флагом за экологическую чистоту и инфраструктуру. Большинство пляжей муниципальные, аренда шезлонгов и зонтов от солнца на них — платная.
Город Никосия (Левкосия) — столица и крупнейший город Кипра. Он расположен в центре острова и разделён «зелёной линией». Городские кварталы к северу от неё контролируются Турецкой Республикой Северного Кипра.
Второй по величине город Кипра — морской порт Лимасол, основанный в византийские времена. К западу от него находится британская суверенная база Акротири.
Из курортов Республики Кипр Айя-Напа является центром клубной жизни и ориентирован в основном на молодёжь. Для семейного отдыха служит, в основном, Пафос и Протарас. Айя-Напа является единственным курортом Республики Кипр, на котором поверхностный слой пляжей состоит из белого привозного песка. В Пафосе, Лимасоле и Ларнаке пляжи из тёмного вулканического песка. Пляжи Протараса смешанные, преимущественно из жёлтого песка. Самые популярные пляжи Айя-Напы: Нисси, Макрониссос, Песочный залив, Напа (Гришн).
Город Пафос включён в список мирового культурного наследия ЮНЕСКО, и также известен тем, что вблизи от него находится бухта Афродиты. По легенде, в этом месте богиня любви и красоты родилась из пены морской.
Достопримечательности Кипра представляют собой смесь различных эпох — византийский замок Колосси, в котором Исаак Комнин укрывался от крестоносцев, церковь, в которой Ричард I Львиное Сердце венчался с принцессой Беренгарией Наваррской, венецианские крепости, британское левостороннее движение.
Основной достопримечательностью на севере острова является Фамагуста со средневековой Башней Отелло и «городом-призраком» (квартал Вароша).
Географическая близость к ряду средиземноморских стран позволяет проводить для туристов морские круизы в Египет, Израиль, остров Родос или Иорданию. Круизные лайнеры отправляются из морских портов Ларнака и Лимасол, и соответствуют 3-5-звёздочным отелям. Время круиза обычно длится около двух дней.
Автомобили, сдаваемые в аренду туристам, имеют красные номера, которые начинаются с буквы Z. При аренде автомобилей может быть выдвинуто ограничение по возрасту и стажу вождения, что зависит от компании, сдающей автомобили в аренду.
К британскому наследию относится, помимо левостороннего движения, стандарт электропитания — розетки трёхштырьковые (один из них — заземление, аналог бокового контакта евровилки), но напряжением не 230 В, как в Великобритании, а 240 В.
К числу достопримечательностей Кипра относятся и православные святыни, такие как гробница Святого Лазаря в Ларнаке.
Многие магазины и банки на острове не работают в среду после обеда и весь день в воскресенье, а в рабочие дни — только с 8:00 до 13:00 и с 15:00 до 17:30 в зимнее время, с 16:00 до 19:00 в летнее.
В отношениях между двумя общинами сохраняется определённая напряжённость. При общении с греками-киприотами не рекомендуется упоминать о турецкой оккупации северной части острова. Особенно болезненной темой является «город-призрак» Вароша — квартал в городе Фамагуста.
Среди этнических греков на Кипре можно встретить определённое количество иммигрантов из бывшего СССР (понтийские греки).

## Достопримечательности

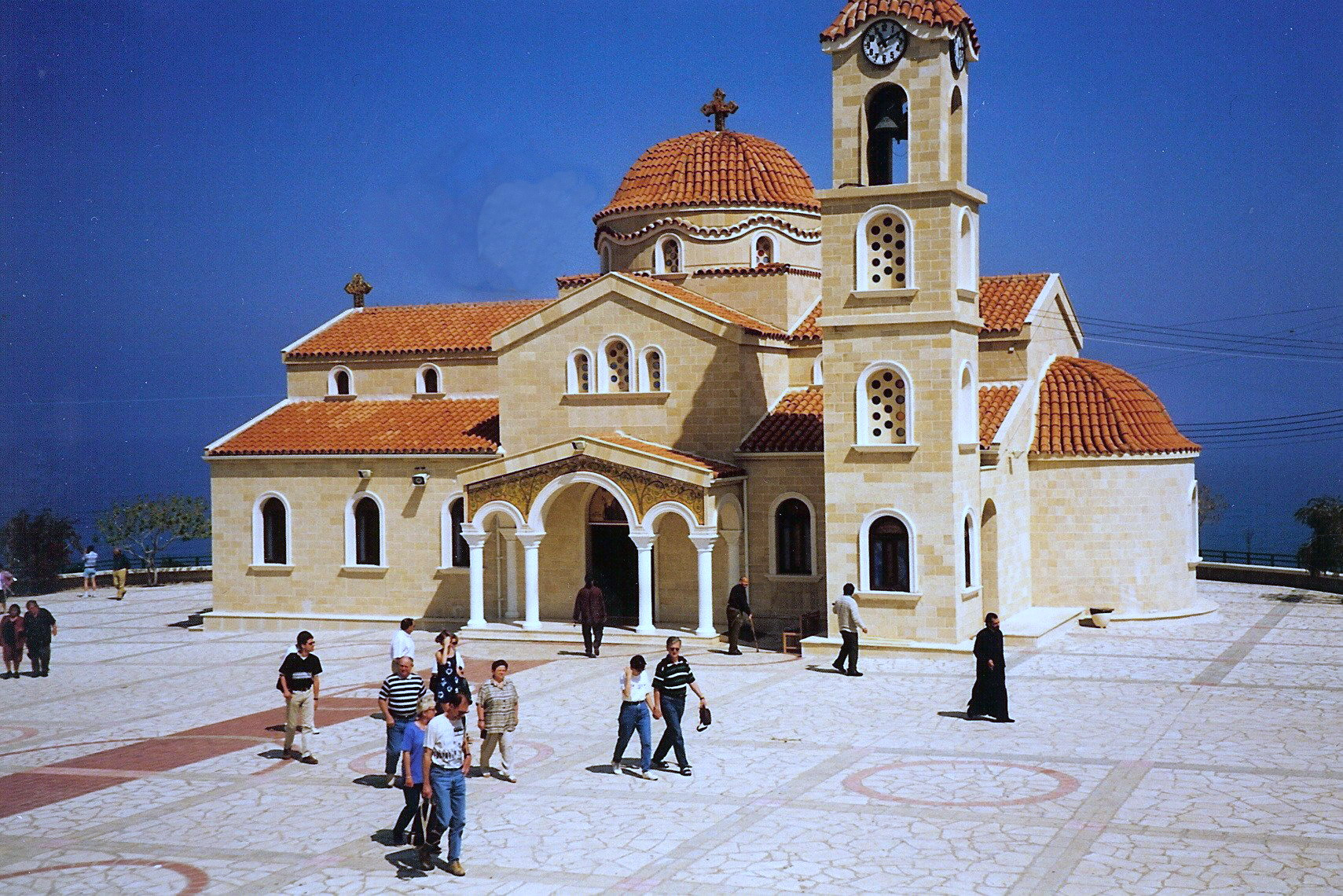
Пиргос

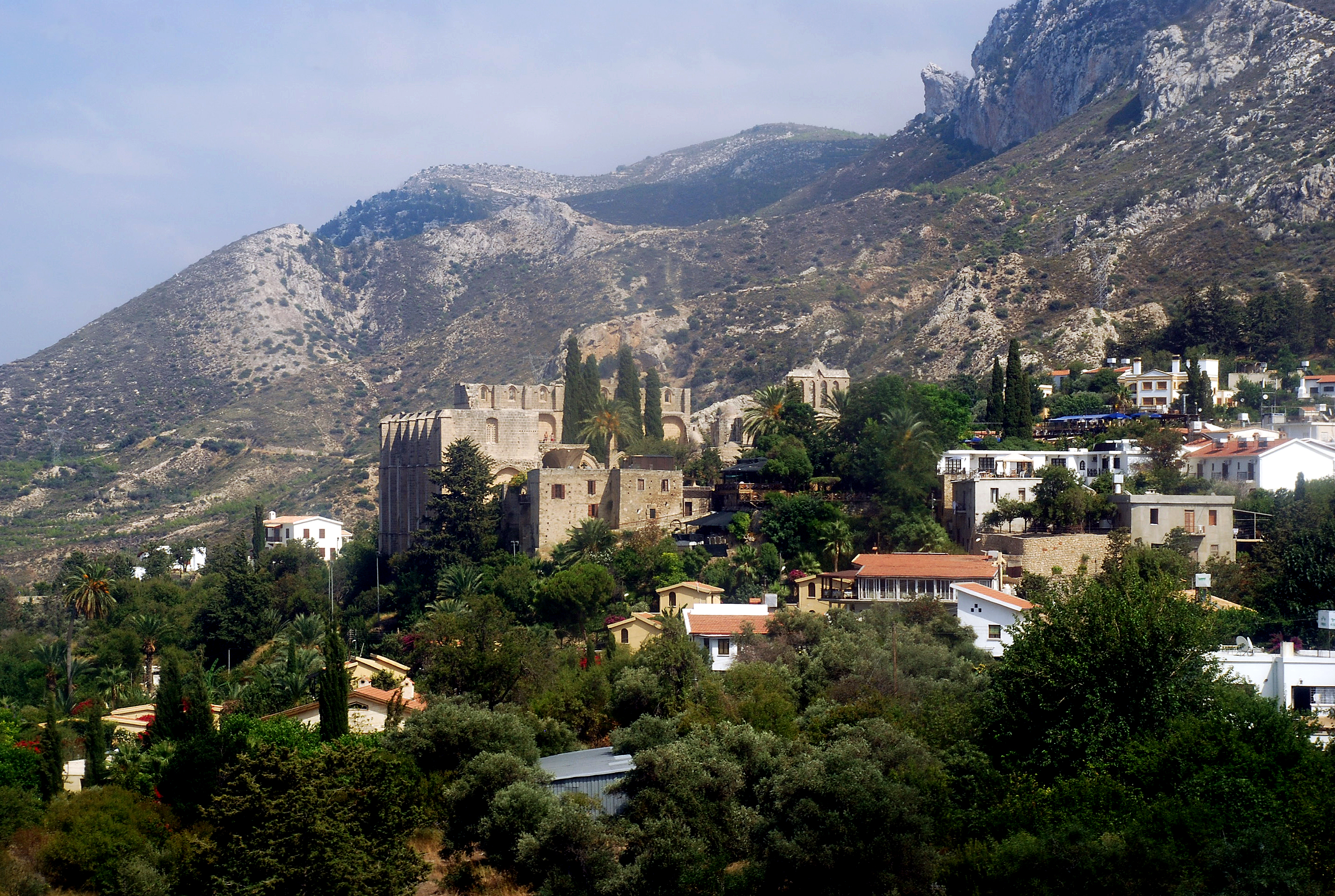
Аббатство Беллапаис

Основные достопримечательности острова Кипра — христианские церкви и монастыри. Наиболее важные объекты:
- Монастырь Киккос (Царский Ставропигиальный Свято-Киккский монастырь) — в этом монастыре хранится главная святыня острова — Киккская икона Божьей Матери (Панагии Елеусы), которая, согласно преданию была написана Святым Лукой ещё при жизни Святой Девы Марии;
- Монастырь Махера — Монастырь имеет статус ставропигиального. В нём хранится икона Богородицы Махериотиссы.
- Церковь Святого Лазаря с его гробницей, расположенная в Ларнаке;
- Монастырь Ставровуни, основанный, по преданию, в 327 году святой Еленой;
- Монастырь Святого Неофитоса в Пафосе — один из 3 полностью автономных монастырей острова Кипр;
- Монастырь Троодитисса;
- Церкви с росписями в районе Троодос;
- Монастырь, посвящённый кошкам — монастырь святого Николая.
- Руины готического аббатства Беллапаис близ Киринии.

На острове множество археологических памятников античности и полуразрушенных средневековых замков:
- Развалины античного города Пафос;
- Хирокития;
- Замок Отелло XIV—XV веков в старой части Фамагусты, где в башне жил прототип Отелло, венецианский полководец Христофор Моро;
- Замок Колосси;
- Развалины древнего города Саламин;
- Музей кораблекрушений и Киренийский замок;
- Развалины древнего города Аматус;
- Развалины древнего города Курион;
- Площадь Ататюрка.

Природные:
- Ларнакское соляное озеро;
- гора Олимбос.